# Archeolog

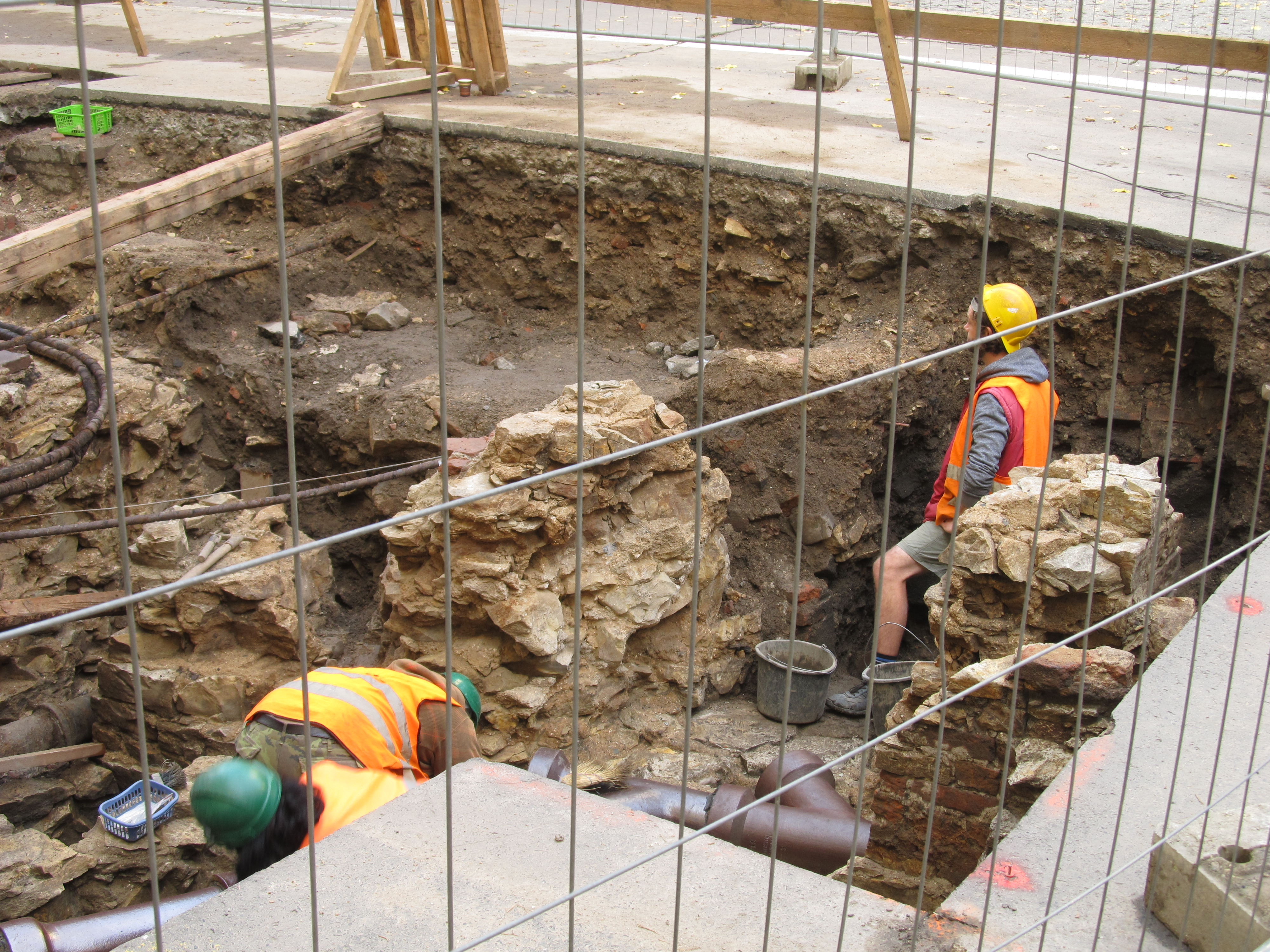
Archeologové při výzkumu románského kostela v Klementinu v Praze (2014)

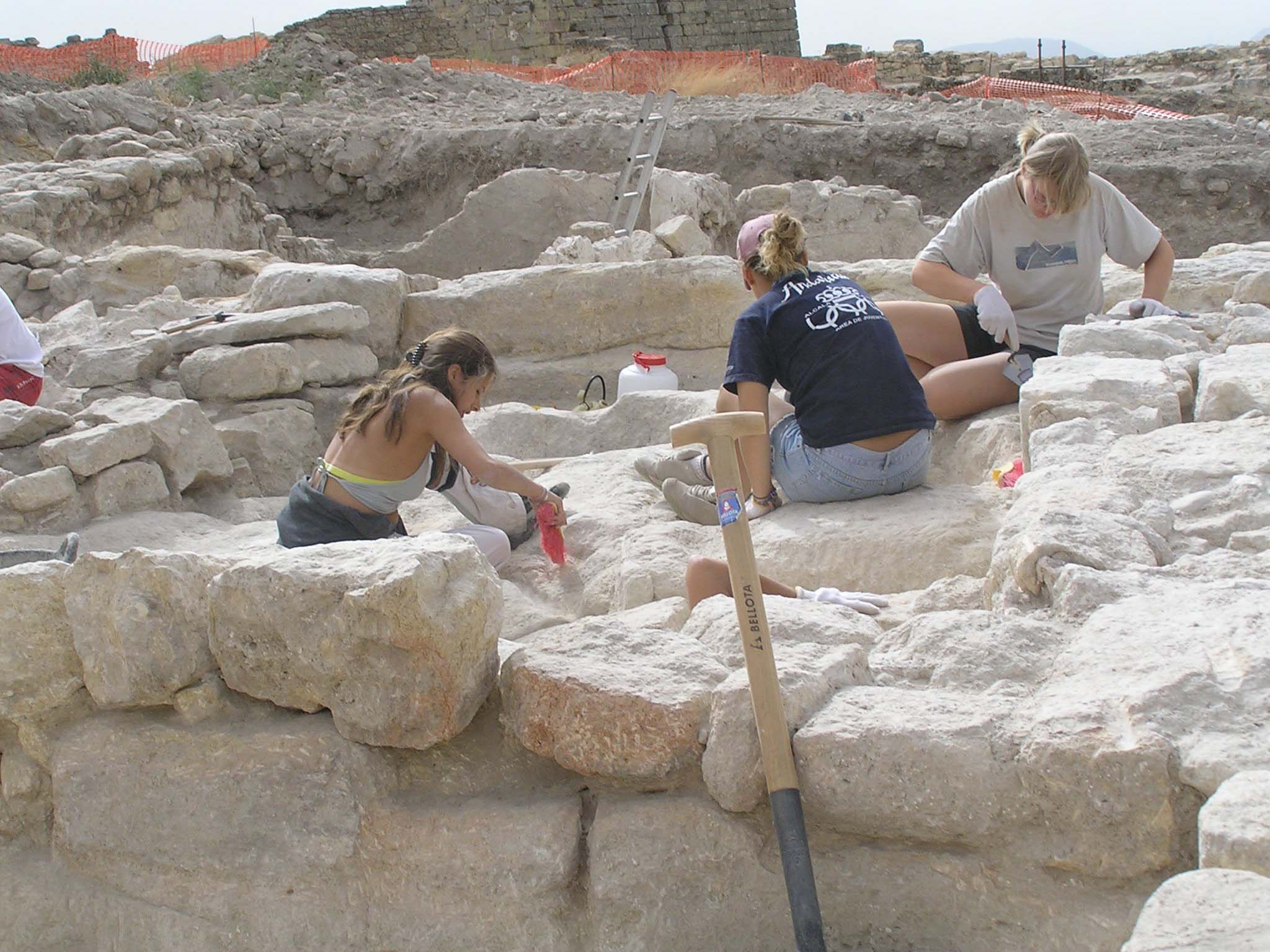
Archeoložky při výzkumu lokality Alcalá la Real v jižním Španělsku (2005)

Archeolog je odborně vzdělaná a způsobilá osoba, zabývající se vyhledáváním, zkoumáním, tříděním a dokumentací hmotných památek, dokumentujících lidskou společnost v minulosti.

## Pracovní činnosti
Archeolog může
- vykonávat prospekci archeologických lokalit např. srovnávacím studiem map a písemných pramenů, snímkováním nebo videodokumentací (tzv. letecká archeologie)
- provádět archeologický průzkum (sběr nálezů, zjišťovací sondy)
- provádět archeologický výzkum na archeologických lokalitách
- vykonávat související činnosti: písemná, kresebná a fotografická dokumentace, vyhodnocení a publikace

## Metody a prostředky
Ke své práci používá archeologické metody a postupy. Někteří archeologové se zabývají experimentální archeologií, jiní se specializují na různé archeologické podobory, například z hlediska chronologie (pravěká archeologie, klasická archeologie, archeologie středověku nebo archeologie raného novověku), konkrétní lokality či objektů objekty (například kastelologové na hrady) nebo určitého prostředí (například podmořští archeologové), další se věnují mezioborovým disciplínám, jak je například paleobotanika nebo zooarcheologie.
Archeologové ke své práci užívají různé prostředky, přístroje, nástroje a pomůcky poskytnuté pracovištěm a schválené legislativou každého státu.

## Instituce a pracoviště
Archeologové v České republice pracují pro Archeologický ústav Akademie věd České republiky (v Praze nebo v Brně) nebo jejich expozitury a pro tzv. oprávněné organizace: muzea, státní památkové ústavy, ústavy archeologické památkové péče nebo pro obecně prospěšné společnosti, jako je například Archaia.